# Anobrium rugosicolle
Anobrium rugosicolle är en skalbaggsart som beskrevs av Maria Helena M. Galileo och Martins 2002. Anobrium rugosicolle ingår i släktet Anobrium och familjen långhorningar. Inga underarter finns listade i Catalogue of Life.